# 訪問リハビリテーション
訪問リハビリテーション(ほうもんリハビリテーション)とはその人が自分らしく暮らすために、それぞれの地域に出向き、リハビリテーションの立場から行われる支援である。

## 概要
理学療法士・作業療法士・言語聴覚士は、健康状態を把握した上で、生活機能および背景因子を評価し、リハビリテーションの概念に基づいた、本人や家族等への直接的支援と関連職種への助言等の間接的支援を提供する。
対象者は、介護保険証の認定を受けられている人と
かかりつけ医から「訪問リハビリテーションが必要」だと認められる人である。
メリットは、 自宅にてリラックスして個別的なリハビリを受けられ、自宅に来てくれる為、通院時間節約、交通費がかからないこと。
デメリットは、他の利用者の人と交流がもてないことや使用できるリハビリ機器が限られること。

## 内容
- 病状の観察

バイタルサイン(体温、脈拍、呼吸、血圧測定等)・病状の観察や助言・精神面の健康状態の確認と助言・介助者の健康状態の確認と助言、再発予防と予後予測
- 日常生活への指導・助言

ADL指導・身体機能(筋力、柔軟性、バランス等)の維持、改善・痛みの評価と物理療法等の疼痛緩和・福祉用具または補装具、住宅改修の評価と相談・摂食嚥下機能やコミュニケーション機能の改善・QOLの向上や趣味、社会参加促進のための助言
- 介護相談

療養生活、家族への介護指導、精神的な支援・福祉制度利用の助言、相談

## 自己負担額
訪問リハビリテーションを受ける頻度はケアマネジャーが作成するケアプランによって決まる。
ただし、週6回・ 1回20分以内が限度である。
1回ごとに料金が決まっており、原則は1割負担で利用することができる。一定の所得がある場合は2割または3割負担となる。